# Pâtisserie orientale
Les pâtisseries orientales sont des mets sucrés originaires des pays du Moyen-Orient. Les plus connues sont le baklava, la zlabiya, le kenafeh…
Les pâtisseries orientales sont diverses et variées, mais on retrouve généralement les mêmes ingrédients : miel - amandes - noix- dattes - graines de sésame.
Les pâtisseries du Maghreb sont, par extension, appelées ainsi.